# Stuart Whitman
Stuart Maxwell Whitman (født 1. februar 1928, død 16. marts 2020) var en amerikansk tv- og filmskuespiller.
Whitman er måske bedst kendt for at spille Jim Crown i den vestlige tv-serie Cimarron Strip i 1967. Han spillede også med John Wayne i filmen The Comancheros fra 1961. Han blev tildelt en stjerne på Hollywood Walk of Fame.

## Opvækst
Whitman var den ældste af to sønner. Hans forældre, Cecilia (født Gold) og Joseph Whitman rejste ofte i sin barndom, og som følge heraf tog han eksamen fra mere end tyve skoler. Efter eksamen fra gymnasiet tilbragte han tre år på Army Corps of Engineers. Efter at have forladt militæret, tilmeldte han sig på Los Angeles Academy of Dramatic Art for at studere teater og drama.

## Karriere
Whitman havde en birolle i Verdens undergang (1951), All American (1953), Brigadoon (1954), Liv for liv (1954), Ten North Frederick (1958), De hårde mænds land (1959) og Nøgne ansigter (1959) . Hans første hovedrolle var i Mord A/S i 1960. Han blev skrev kontrakt med 20th Century Fox efter den film.
I 1961 blev Whitman nomineret til Oscar for bedste mandlige hovedrolle i rollen som børnemishandler i filmen Brændemærket, en rolle som mange andre mere berømte skuespillere blev afvist. Han har siden optrådt i mange hovedroller og indspillet mange film. En af disse var The Comancheros, hvor han delte den førende hovedrolle med John Wayne.
Whitman optrådte ofte som politibetjent på tv-serien Highway Patrol og blev seriøst overvejet for rollen som Bart Maverick i tv-serien Maverick, men fik den ikke. Whitman spillede i løbet af sin karriere mere end 200 roller i diverse film og tv-shows, der strakte sig næsten et halvt århundrede mellem 1951 og 2000. Whitman sidste krediteret rolle var i The President's Man, hvor blandt andre Chuck Norris var med.

## Privatliv
Stuart var gift med den franskfødte Caroline Boubis (1966-1974). De blev skilt og havde en søn, Justin. Hans første ægteskab med Patricia Lalonde (13. oktober 1952-1966) endte også i skilsmisse før det. De havde fire børn sammen: Tony (født 1953), Michael (født 1954), Scott (født 1958) og Linda Whitman (født 1956).

## Filmografi (udvalg)
- 1957 – The Girl in Black Stockings
- 1962 – Den længste dag
- 1971 – Kaptajn Apache